# Laurence Coyne
Laurence Coyne (Luton, 13 novembre 1956) è un ex calciatore inglese, di ruolo centrocampista.

## Carriera
Si forma calcisticamente nel Luton Town ma ha il suo esordio professionale con gli statunitensi dell'Hartford Bicentennials, franchigia della NASL. Con i Bicentennials non riuscì a superare la fase a gironi del torneo 1976. 
L'anno seguente, con la squadra rinominata Connecticut Bicentennials, non riuscì a superare la fase a gironi del torneo.